# 陈石英
陈石英（1890年—1983年），上海人，中华人民共和国教育家。美国麻省理工学院造船系毕业。回国后，曾任交通大学机械系主任，交通大学副校长；筹建中的南洋工学院院长；中国机械工程学会上海分会会长；上海交通大学热能工程教授，副校长。1954年，当选第一届全国人民代表大会代表。